# Kelsey Souchereau
Kelsey Souchereau (* als Kelsey Lundmark) ist eine ehemalige kanadische Squashspielerin.

## Karriere
Kelsey Souchereau spielte ab 1985 auf der WSA World Tour. Im selben Jahr nahm sie an den Weltmeisterschaften teil, bei denen sie in der ersten Runde gegen Angela Smith ausschied. Nach einer Finalniederlage gegen Adriana Moura wurde sie 1994 Vize-Panamerikameisterin. Bei den Panamerikanischen Spielen gewann sie 1995 in Mar del Plata mit der Mannschaft ebenso die Goldmedaille wie auch vier Jahre darauf in Winnipeg. Sie gehörte 1996 zum Kader der kanadischen Nationalmannschaft bei den Weltmeisterschaften, die Kanada auf Rang neun abschloss, sowie beim WSF World Cup, bei dem die Mannschaft Achter wurde. Bei kanadischen Landesmeisterschaften erreichte Souchereau mehrere Male das Viertelfinale.

## Erfolge
- Vize-Panamerikameisterin: 1994
- Panamerikanische Spiele: 2 × Gold (Mannschaft 1995 und 1999)